# Laguna El Carpincho

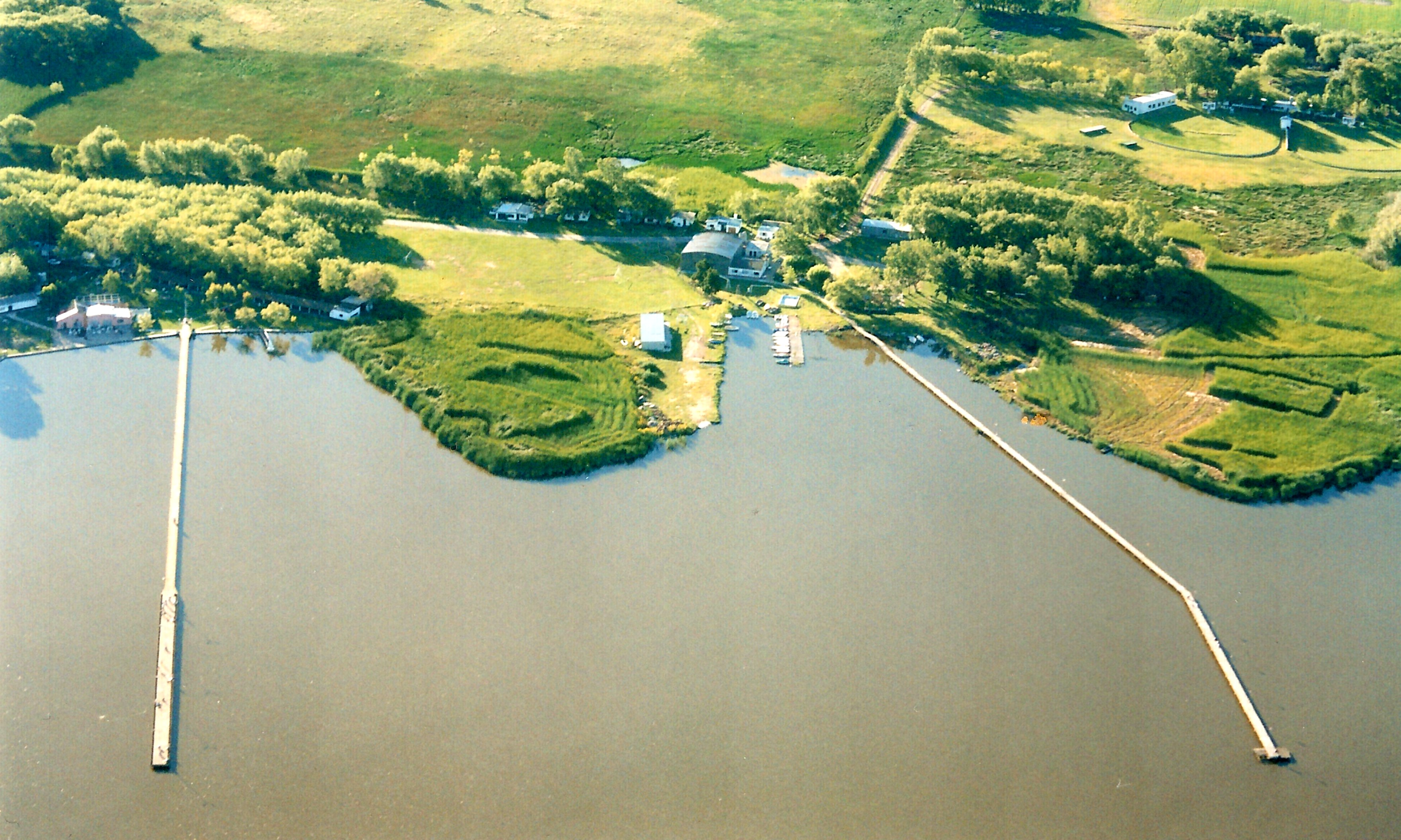
Vista aérea de la costa noroeste de la laguna El Carpincho, en Junín, Argentina. Se aprecian las instalaciones y espigones de los clubes de Pescadores (izquierda) y Cazadores (centro y derecha).

La Laguna El Carpincho se encuentra 4 km al este del centro de Junín y a 250 km de la ciudad de Buenos Aires, en Argentina. Integra la cuenca del río Salado.

## Geografía
Tiene una extensión de 400 a 550 hectáreas y una profundidad media de 1,50 m y máxima de 2,5 m Se relaciona íntimamente con el Río Salado y está íntegramente dedicada a la pesca.

## Turismo
Dos instituciones disponen allí de cómodas instalaciones y servicios:
- Club de Pescadores. Fundado en 1942, se preocupa por la población de los ejemplares ictícolas preferidos y la conservación de la fauna. Cuenta con un laboratorio hidrobiológico donde se crían alevines para su siembra. Posee camping, baños, restaurante, alquiler y bajada de embarcaciones, proveeduría y espigón de pesca.
- Club de Cazadores. Fundado en 1938, cuenta con instalaciones para tiro a la hélice, camping, proveeduría, cabañas, baños y espigón de pesca.

Vecino a la laguna El Carpincho y frente a la ciudad, sobre el río Salado, se encuentran el Parque Municipal Borchex, con una pista de la Salud, y el Complejo Deportivo Municipal General San Martín.

## Ecología

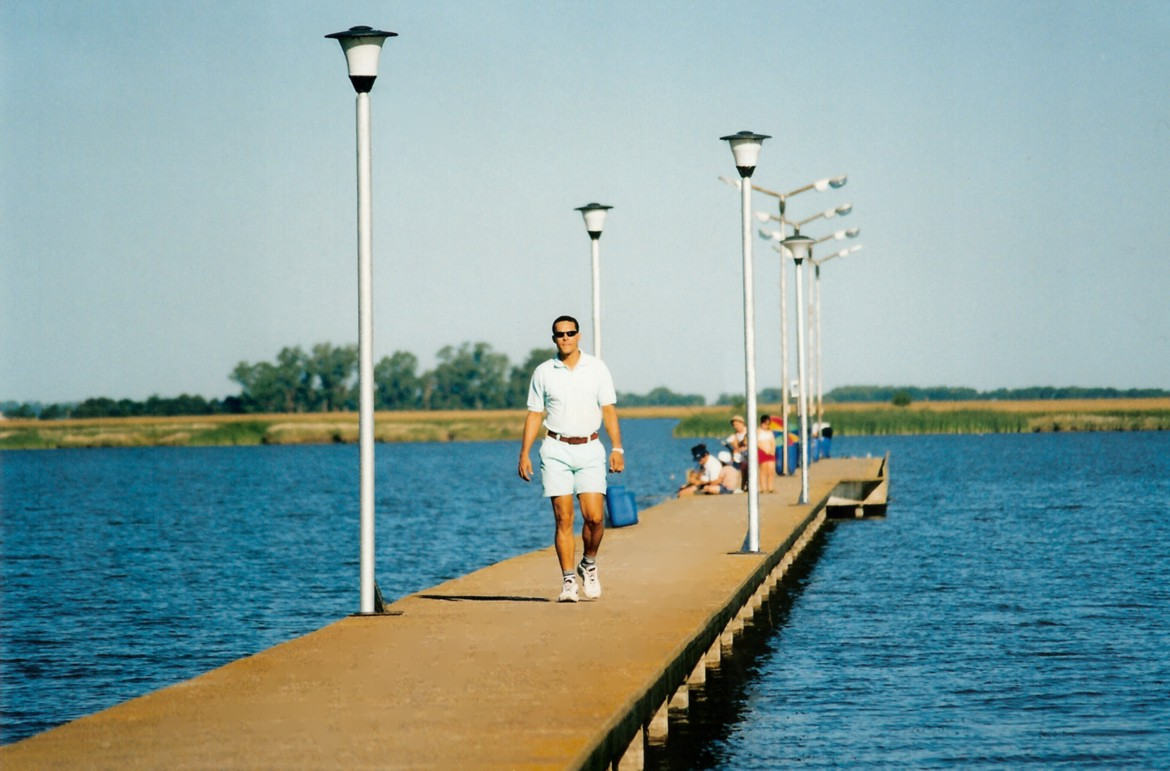
Espigón del Club de Pescadores.

- En sus costas de barrancas altas, existen totorales y juncales emergentes. El fondo de la laguna es de material arcilloso. Existen cámpines locales donde se practica la pesca deportiva.
- El sector noroeste de la Cuenca del Río Salado tiene sus cabeceras en una zona de bajos inundables, con centro en la laguna del Chañar, en el sur de la Provincia de Santa Fe. A partir de allí el cauce principal del Río Salado ingresa a la Provincia de Buenos Aires, donde recorre 690 km hasta su desembocadura en la Bahía de Samborombón. En el Partido de Junín el curso del río es de aproximadamente 60 km, con una pendiente de 0,11 m/km, dando lugar a la formación de importantes lagunas, entre las que se encuentran la Laguna de Gómez y la Laguna El Carpincho. Estas lagunas permanentes son embalses naturales sobre el cauce principal del río, donde se han construido sistemas de represas – compuertas. El balance hídrico de estas lagunas depende del aporte de aguas de origen pluvial que transporta el Río Salado, así como de los tributarios naturales, canales artificiales y de los ingresos de agua subterránea y aguas provenientes de las lluvias, con máximos entre el final de la primavera y principios del verano.
- La Laguna del Carpincho ubicada en la alta cuenca del Río Salado, representa un recurso recreativo de valor económico para la región noroeste de la provincia de Buenos Aires, especialmente por la calidad de su pesca.
- Debido a las obras de regulación proyectadas en la alta cuenca del Río Salado y al fuerte impacto antrópico sostenido por el desarrollo agrícola y urbano de la región, se pone en riesgo la calidad de agua de este sistema léntico, contándose con información básica que resuma las características físico-químicas más vulnerables en los procesos limnológicos
- En función de las variables cuantificadas se define las características hidroquímicas en este Sistema Léntico Pampásico, dictaminando la calidad del agua del mismo
  - Se utilizan los indicadores de demanda biológica de oxígeno (DBO5) y demanda química de oxígeno (DQO), contenidos de nutrientes, fósforo y nitratos, ambos responsables de los procesos de eutrofización y la presencia de elementos ecotóxicos (metales pesados y arsénico), como responsables de contaminación química.
  - Se define a este sistema como aguas de carácter netamente alcalino, con un pH de 9,02, dentro del intervalo conveniente para el desarrollo normal de la biota acuática
  - El contenido de oxígeno disuelto es óptimo para el desarrollo de la biota acuática, para el normal desarrollo de la biota de agua templada es superior a 4 mg/L O2
  - Los resultados indican que el agua posee una alta carga orgánica y un alto contenido de elementos causantes de los procesos de eutrofización

## Ubicación
El acceso a la laguna desde Junín se realiza por la Avenida de Circunvalación Eva Perón o por la Avenida Arias.
Distancias:
- Centro comercial y administrativo de Junín: 5 km (por circunvalación) o 4 km (por Arias)
- Parque natural Laguna de Gómez: 14 km.
- Parque Municipal Borchex: 4 km.
- Aeropuerto de Junín: 4 km
- Buenos Aires: 265 km